# Танаевка
Танаевка (тат. Таңай) — посёлок в Азнакаевском районе Республики Татарстан России. Входит в состав Мальбагушского сельского поселения.

## История
Основан в начале XX века. В дореволюционных источниках упоминается также как посёлок Аккиреевского товарищества. В 1910 году он относился к Алькеевской волости Бугульминского уезда Самарской губернии. Имелось 26 дворов и 160 жителей (81 мужчина и 79 женщин), а также 300 десятин удобной земли. Жители были русскими и православными.
С 1920 года — в составе Бугульминского кантона Татарской АССР. С 10 августа 1930 года — в Тумутукском районе, переименованном 20 октября 1931 года в Азнакаевский (в 1963–65 годах — в Альметьевском районе).

## География
Посёлок расположен в юго-восточной части Татарстана, на речке Наклюш, на расстоянии примерно 30,5 километров по автодорогам к западу от города Азнакаево, административного центра района, и в 8,5 км по автодорогам к западу от центра поселения, села Мальбагуш.
Абсолютная высота — 269 метров над уровнем моря.

### Часовой пояс
Посёлок Танаевка, как и весь Татарстан, находится в часовой зоне МСК (московское время). Смещение применяемого времени относительно UTC составляет +3:00.

## Население
В 2012 году в посёлке не было постоянного населения.
| 1910 | 1920 | 1926 | 1938 | 1949 | 1958 | 1970 | 1979 | 1989 | 2002 | 2010 |
| ---- | ---- | ---- | ---- | ---- | ---- | ---- | ---- | ---- | ---- | ---- |
| 160  | 166  | 199  | 232  | 152  | 109  | 49   | 14   | 9    | 3    | 0    |

Национальный состав
Согласно результатам переписи 2002 года, в национальной структуре населения русские составляли 67 %, татары — 33 %.

## Улицы
В посёлке единственная улица — Татарстан.